# Bobby Seale

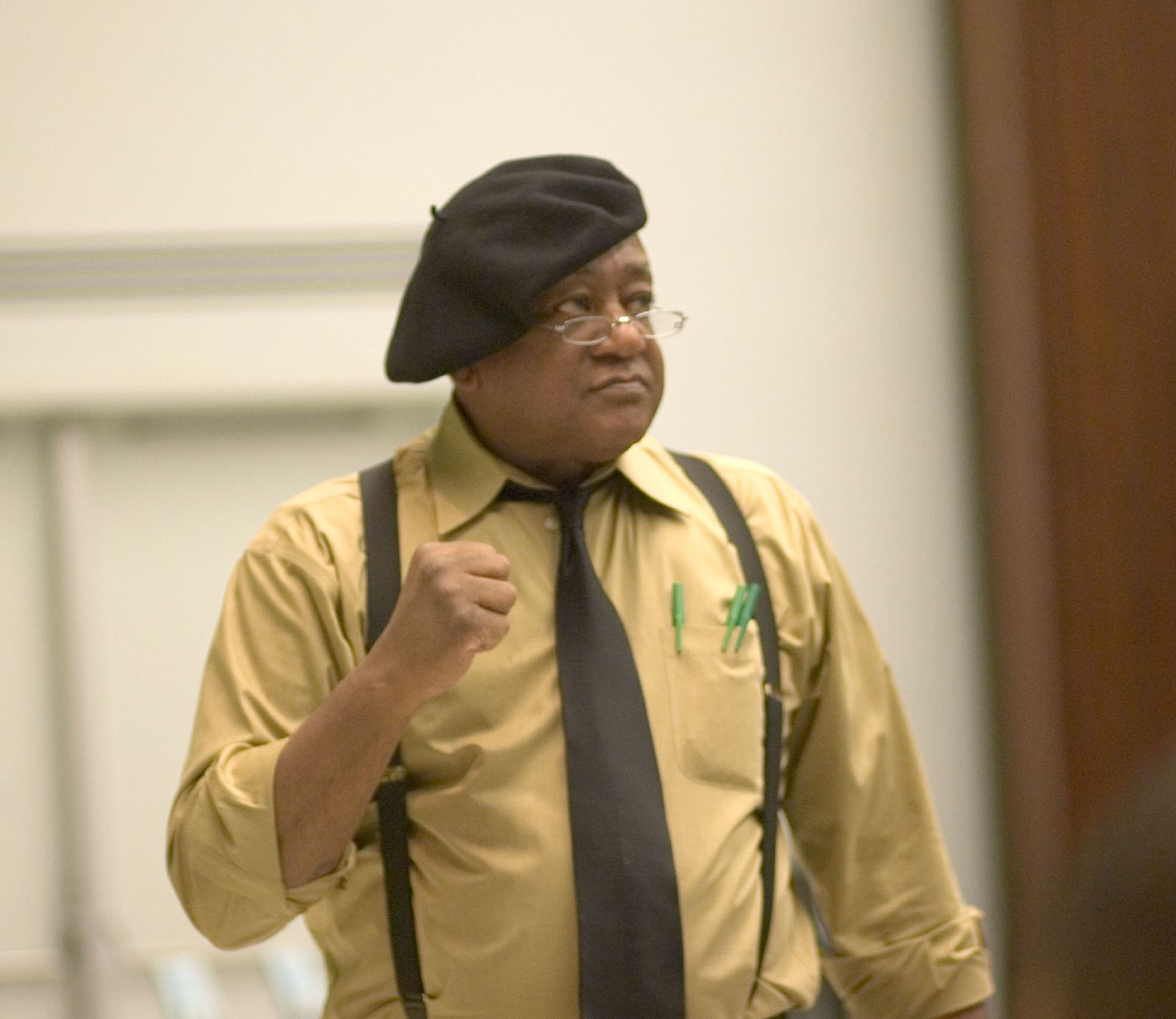
Bobby Seale (2006)

Robert George Seale (* 22. Oktober 1936 in Liberty, Texas) ist ein US-amerikanischer Bürgerrechtler und Mitbegründer der Black Panther Party. Er arbeitet heute als Dozent, Moderator und Fernsehkoch. Er ist verheiratet, hat zwei Kinder und lebt in Philadelphia.

## Leben
Im Alter von sieben Jahren zog Seale mit seiner Familie von Texas nach Kalifornien, wo er nach der Schule zunächst als Mechaniker bei der US Air Force arbeitete. Später schrieb sich Seale im Merritt College für das Fach Design ein.

### Black Panther Partei zur Selbstverteidigung
Am 15. Oktober 1966 gründete Seale zusammen mit Huey P. Newton in Oakland unter dem Eindruck der Ermordung von Malcolm X die afroamerikanische Bürgerrechtsorganisation Black Panther Party For Self Defense. Newton ernannte sich zum Verteidigungsminister und Seale wurde der Parteivorsitzende. Im Gegensatz zur gewaltfreien Bürgerrechtsbewegung unter Martin Luther King und der religiösen schwarzen nationalistischen Nation of Islam sah Seale die Black Panther Party (BPP) als eine explizit linke Organisation der Afroamerikaner und als Schutztruppe ihrer Gemeinden gegen rassistische Übergriffe der Polizei. Die Organisierung kostenloser Frühstücke für schwarze Schüler gehörte ebenso zu den Mitteln der Black Panther Strategie wie der Aufbau eines großen Waffenarsenals.
Zusammen mit Abbie Hoffman, Jerry Rubin und fünf wegen Verschwörung und Aufhetzung Angeklagten stand Seale in Chicago vor Gericht. Das Gericht verweigerte es Seale, seine eigene Verteidigung zu übernehmen. Seale bestand auf seinem Recht, sich selbst zu verteidigen, und wurde gewaltsam ruhig gestellt. Später verfolgte er die Verhandlung im Gerichtssaal gefesselt und geknebelt. Wegen Missachtung des Gerichts wurde Seale schließlich zu vier Jahren Gefängnis verurteilt. Die restlichen Angeklagten wurden später freigesprochen.
Aufgrund einer Reihe von internen Auseinandersetzungen über die grundsätzliche Ausrichtung der Black Panthers verließ Seale 1974 die Partei.

### Nach den Black Panther
Heute arbeitet Seale als Redner, Moderator und Fernsehkoch. Er ist Autor zahlreicher Bücher über die Black Panther sowie eines populären Barbecue-Kochbuchs. Derzeit ist er Vorsitzender der Organisation R.E.A.C.H., die junge Amerikaner bei der Organisation lokaler Gruppen und Aktionen unterstützt.

## Schriften
- Wir fordern Freiheit, der Kampf der Black Panthers, Frankfurt a. M.: Fischer Taschenbuch, 1971.